# Select Pictures Corporation
Select Pictures Corporation foi uma companhia cinematográfica estadunidense foi responsável pela produção de 44 e distribuição de mais de 150 filmes entre 1917 e 1923.

## Histórico

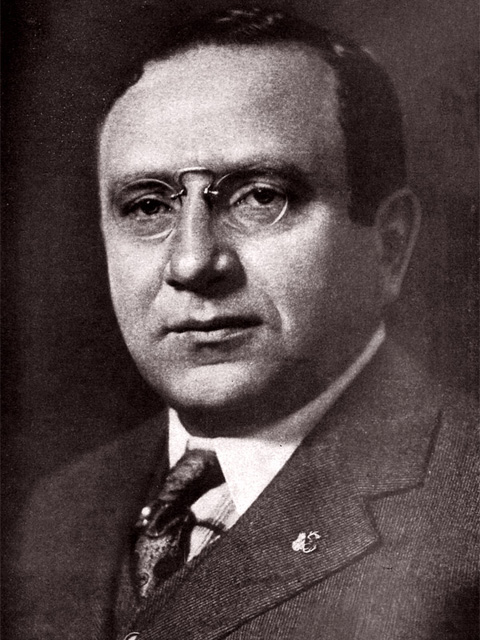
Lewis J. Selznick, co-proprietário da Select Pictures Corporation.

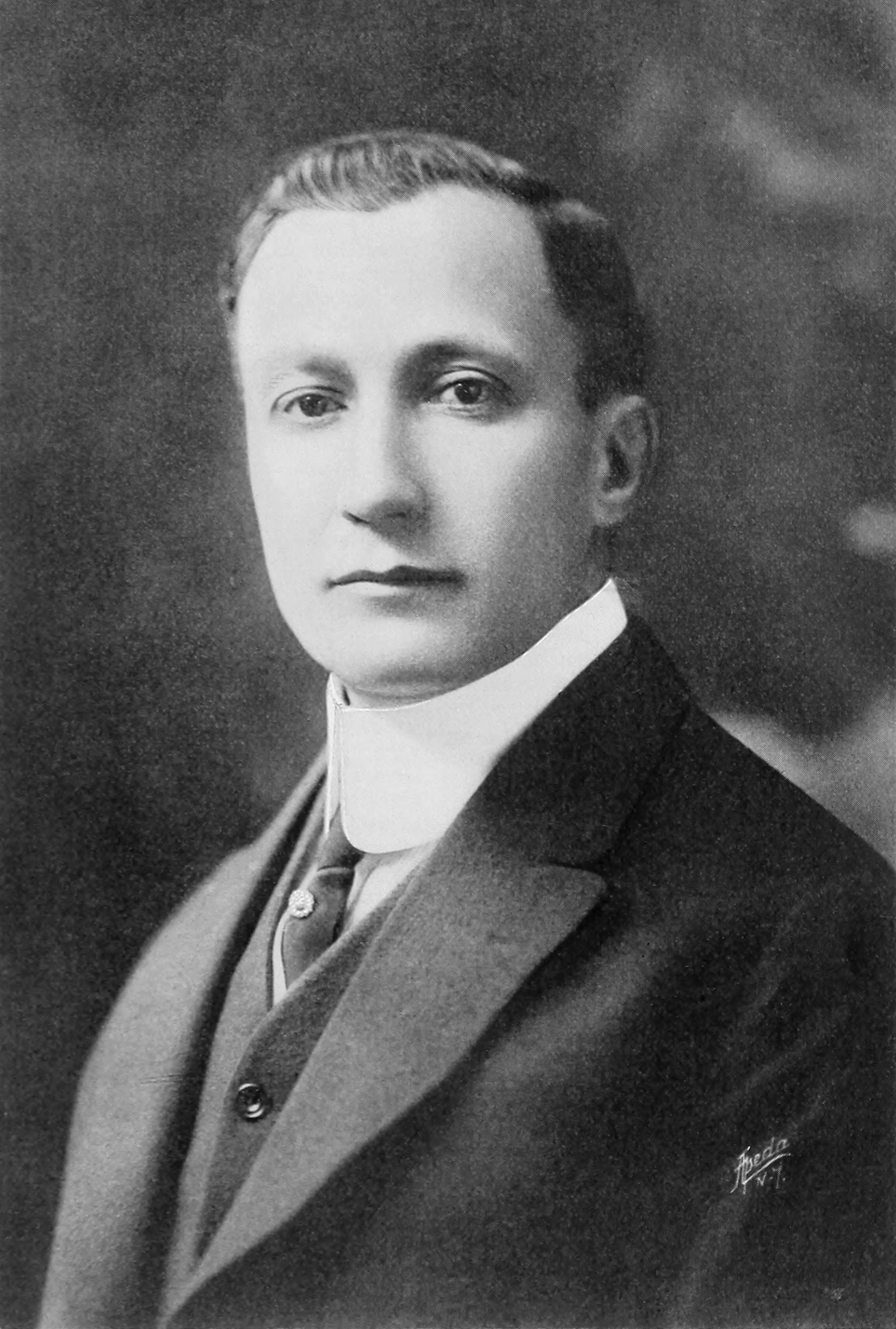
Adolph Zukor, que adquriu 50% da Lewis J. Selznick Productions, ocasionando a mudança de nome.

A Select Pictures Corporation foi formada quando Adolph Zukor adquiriu 50% da Lewis J. Selznick Productions, e a companhia foi reorganizada sob o novo nome. A produção teve início no Paragon Studio, em Fort Lee.
O primeiro filme produzido sob o nome Select Pictures foi The Lesson, com Constance Talmadge, em 1917, distribuído pela própria Select Pictures em maio de 1918. Antes disso, a companhia já atuara como distribuidora, para o filme Public Be Damned, da Public Rights Film Corporation, estrelado por Mary Fuller e lançado em junho de 1917.
Entre suas produções estão The Shuttle, em 1918, com Constance Talmadge e Edith Johnson; Woman and Wife, em 1918, do romance Jane Eyre, de Charlotte Brontë; Cheating Cheaters, uma comédia de 1919 estrelada por Jack Holt e Clara Kimball Young; The Branded Four, o único seriado produzido pela companhia, dirigido por Duke Worne e estrelado por Neva Gerber e Ben F. Wilson, que estreou em 1 de agosto de 1920; The Leech, em 1921; Reckless Youth, dirigido por Ralph Ince, em 1922.
Selznick continuou presidindo a companhia, mesmo ela adotando a nova denominação. Em janeiro de 1919, o filho de Lewis, Myron, organizou a Selznick Pictures Corporation e começou a produzir filmes dirigidos por Ralph Ince e estrelados por Olive Thomas, Eugene O’Brien e Elsie James. O irmão de Myron, David Selznick, era o tesoureiro. A Select Pictures passou a distribuir os filmes da Selznick Pictures Corporation, tais como Remorseless Love (1921), Shadows of the Sea (1922), John Smith (1922) e The Common Law (1923).
Em 10 de abril de 1919, Lewis J. Selznick comprou a outra metade da Select e mudou o nome da companhia para Selznick Pictures Corporation. Em maio de 1919, David Selznick, agora conhecido como David J. Selznick, tornou-se o gerente da Select em New England, que faliu em 1923.

## Estrelas
As estrelas da Select Pictures eram as irmãs Constance e Norma Talmadge, Alice Brady, filha de William A. Brady, diretor da World Pictures, e Clara Kimball Young.

## Filmografia parcial
- The Lesson (1917)
- Her Silent Sacrifice (1917)
- The Shuttle (1918)
- Woman and Wife (1918)
- The Whirlpool (1918)
- Cheating Cheaters (1919)
- Marie, Ltd. (1919)[9]
- The World To Live In (1919)
- The Branded Four (seriado, 1920)
- The Invisible Divorce (1920)
- The Leech (1921)
- Reckless Youth (1922)

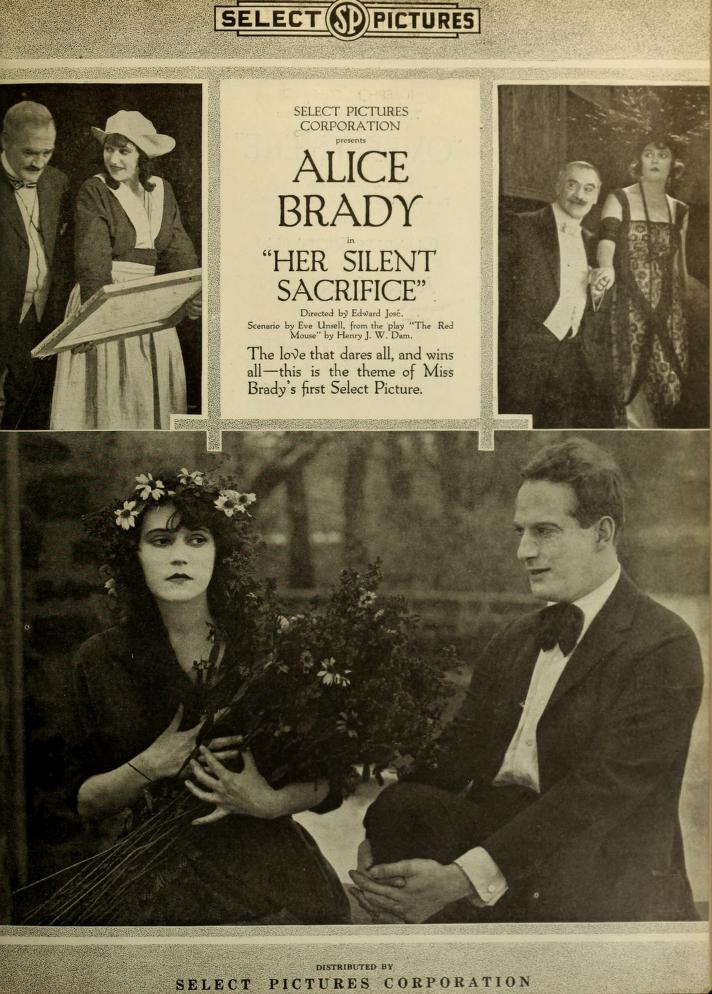
Alice Brady em Her Silent Sacrifice, 1917
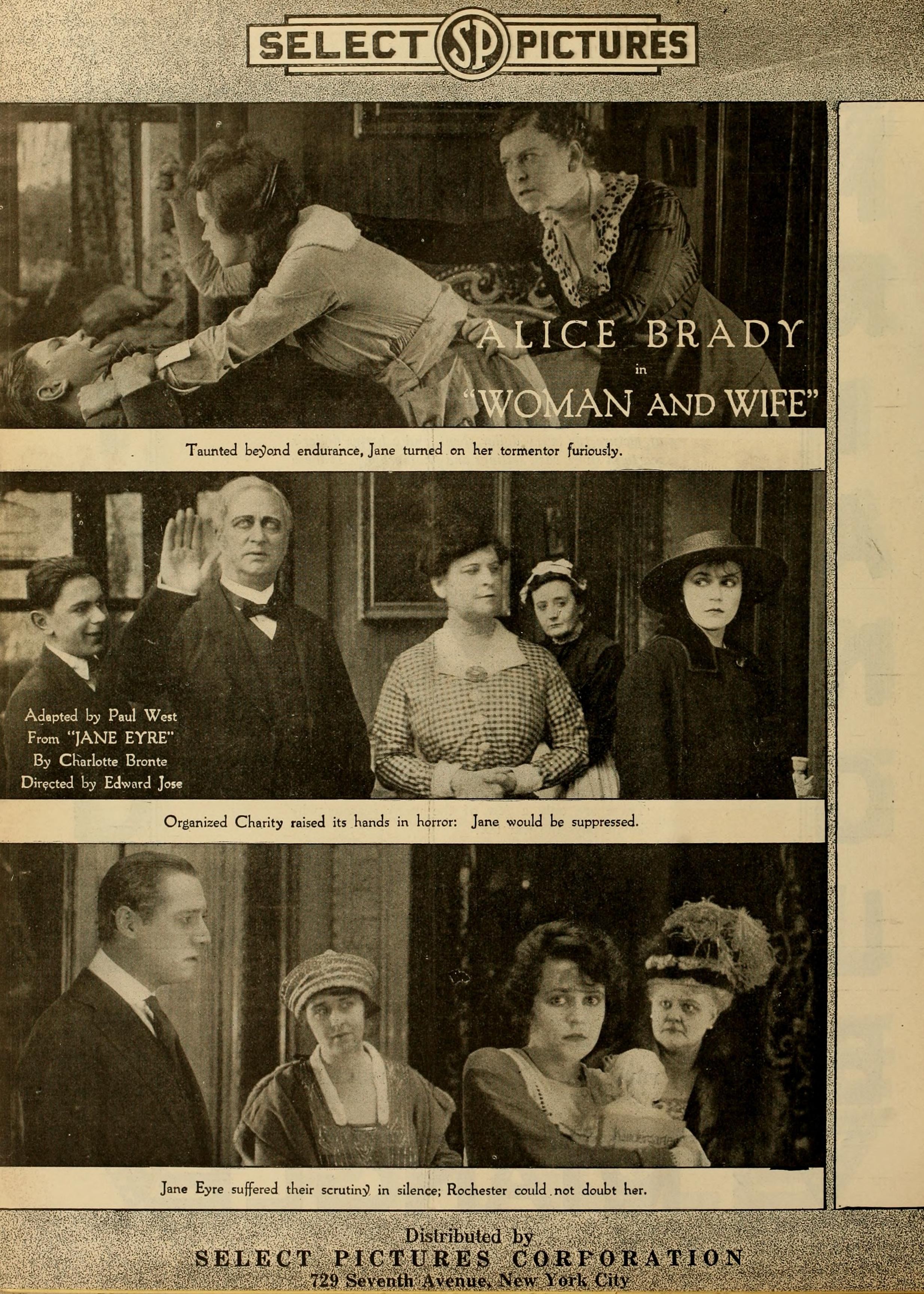
Alice Brady em Woman and Wife, 1918
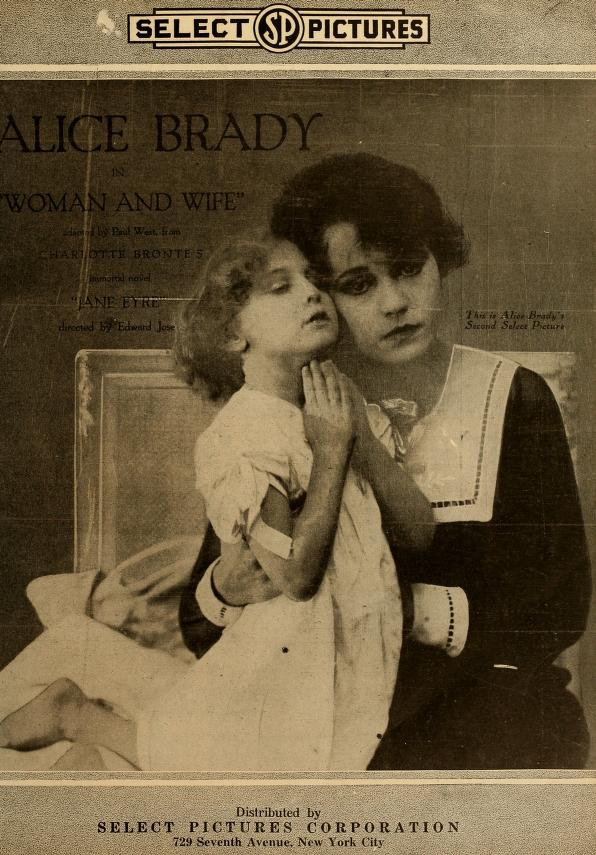
Alice Brady em Woman and Wife, 1918
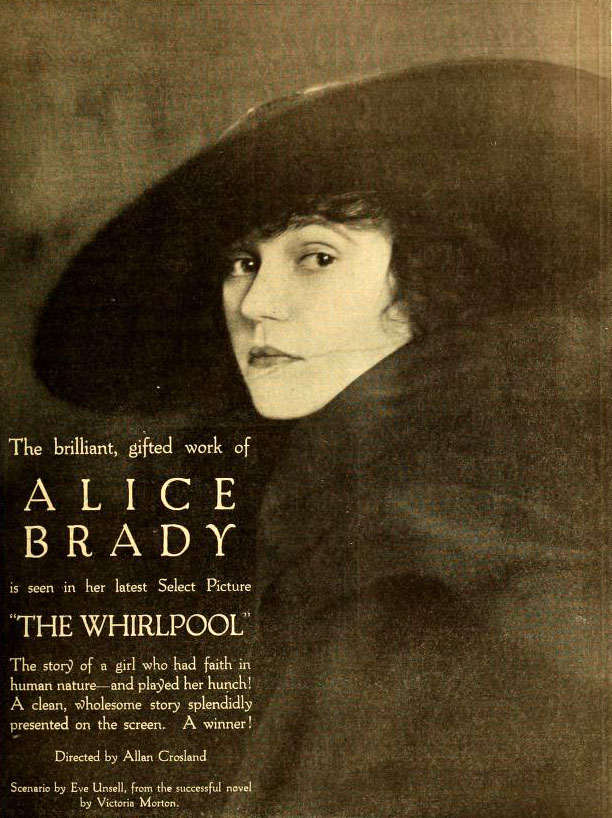
Alice Brady em The Whirlpool, 1919
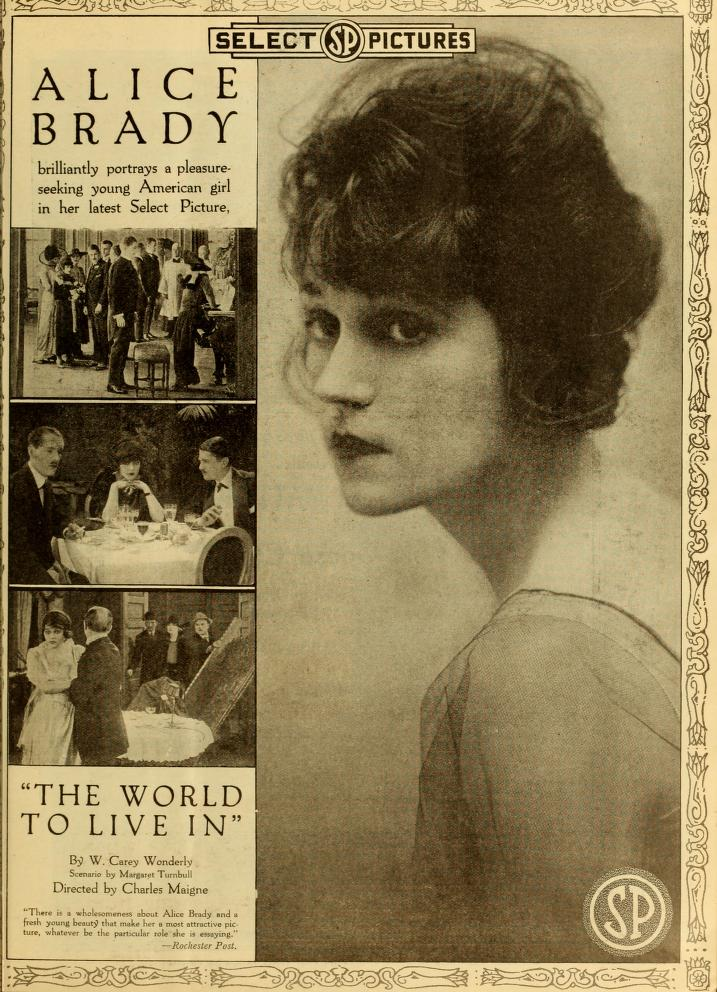
Alice Brady em The World To Live In, 1919